# Padowka
Padowka (ros. Падовка) – wieś (sieło) w Rosji, w obwodzie samarskim, w rejonie piestrawskim. W 2010 liczyła 821 mieszkańców.